# Postau
Postau ist eine Gemeinde im niederbayerischen Landkreis Landshut.

## Geografie

### Geografische Lage
Die Gemeinde liegt in der Region Landshut. Etwa vier Kilometer des Hauptortes südlich fließt die Isar, der Mühlbach durchfließt den Ort Postau, weitere Quellflüsse der Isar verlaufen durch das Gemeindegebiet.

### Gemeindegliederung
Es gibt 20 Gemeindeteile (in Klammern ist der Siedlungstyp angegeben):
- Armannsberg (Weiler)
- Einaich (Einöde)
- Grießenbach (Kirchdorf)
- Hagmühle (Einöde)
- Hahnreuth (Einöde)
- Hofberg
- Höhenberg (Einöde)
- Hopfenspirg (Einöde)
- Irlsbrunn (Weiler)
- Kirchthann (Einöde)
- Moosthann (Pfarrdorf)
- Oberköllnbach (Kirchdorf)
- Postau (Pfarrdorf)
- Roglkreuth (Einöde)
- Stegmühle (Einöde)
- Stockau (Einöde)
- Trauseneck (Weiler)
- Unholzing (Kirchdorf)
- Unterköllnbach (Kirchdorf)
- Wasenstatt (Einöde)

Es gibt die Gemarkungen Grießenbach, Oberköllnbach, Postau, Unholzing und Moosthann.

## Geschichte

### Bis zur Gemeindegründung
Im Jahre 1280 wird ein Ort namens Owe erstmals erwähnt, 1332 lautet der Ortsname Aewe, woraus 1395 Au und erst 1820 Postau wurde. Die nachweisbar ersten Besitzer von Au mit den damit verbundenen Rechten der niederen Gerichtsbarkeit waren die Rechlinger. Nach dem Verkauf der Hofmark Au an Georgen von Staudach ging der Ort 1401/1402 in den Besitz der Staudacher über. Bis um 1490 übten die Staudacher die Dorfherrschaft aus. Auf die Staudacher folgten durch Erbfolge nacheinander die Egloffstein, Murcher, Kuttenauer, Ebleben und Pflug. Nach einer Urkunde vom 24. April 1559 wurde Martin von Gumppenberg Lehnsherr der Hofmark Au und Unholzing. Nach seinem Tod 1561 erhielten die beiden Söhne seines verstorbenen Bruders die Hofmark Au und Unholzing. Benigna, eine spätere Erbin, verkaufte 1568 die Hofmark Au an Hans Trainer, einen Verwandten der Gumppenberger. Im Jahre 1592 verkaufte Hans Ludwig Trainer sie an Adam Vetter von der Gilgen. Dessen Tochter und Erbin Anna Maria vermählte sich im Jahre 1602 mit Ferdinand Freiherr von Törring und Seefeldt. Nach dem Dreißigjährigen Krieg kam durch die Heirat der Erbtochter Mechtildis von Törring Au in die Herrschaft der Grafen von Haunsperg. Leopold Reichsgraf von Arco verehelichte sich im Jahr 1700 mit der Erbin aller Haunsperg’schen Güter Gräfin Maria Febronia von Haunsperg, wodurch die Hofmark Au in den Besitz der Grafen von Arco gelangte. In der Zeit um 1770 wurde in Au ein Carriolposten für Post-, Eilpost- und Privatstellwägen eröffnet. Die Postwagen auf der Linie Landshut-Straubing machten in Au Rast und wechselten im Poststall die Pferde. Dieser nur hundert Jahre unterhaltene Poststall bewirkte, dass die Ortsbezeichnung von Au unterhalb Landshut auf Post-Au und später Postau geändert wurde. Der Ort war Teil des Kurfürstentums Bayern und bildete eine geschlossene Hofmark, deren Sitz Postau war.
Im Zuge der Verwaltungsreformen in Bayern entstand mit dem Gemeindeedikt von 1818 die Gemeinde.

### Verwaltungsgemeinschaft
Am 1. Mai 1978 wurde die Verwaltungsgemeinschaft Wörth an der Isar gegründet.

### Religionen
Es gibt drei katholische Pfarreien in der Gemeinde Postau:
- Pfarramt Postau[4]
- Pfarramt Moosthann[5]
- Kuratbenefizium Oberköllnbach.[6]

Die Pfarrei Postau war früher ein Benefizium der Pfarrei Moosthann.
Zu den genannten Pfarreien gehören folgende Kirchengemeinden:
- Filialkirche St. Stephanus, Grießenbach
- Pfarrkirche St. Jakob, Moosthann,
- Benefiziumskirche Mariä Verkündigung, Oberköllnbach
- Pfarrkirche Mariä Himmelfahrt, Postau
- Filialkirche St. Quirim, Unholzing.

Die evangelische Kirchengemeinde in Postau hat etwa 70 Mitglieder und gehört zur evangelischen Erlöserkirchengemeinde Landshut.

### Eingemeindungen
Im Zuge der Gebietsreform in Bayern wurden am 1. April 1971 die Gemeinden Grießenbach und Unholzing eingegliedert. Am 1. Mai 1978 folgten große Teile der aufgelösten Gemeinde Oberköllnbach mit dem am 1. Oktober 1971 dorthin eingemeindeten Moosthann.

### Einwohner
Gemäß Bayerischem Landesamt für Statistik  haben sich die Einwohnerzahlen jeweils zum 31. Dezember eines Jahres wie folgt entwickelt:
| Stand | Einwohner |
| ----- | --------- |
| 1960  | 1542      |
| 1970  | 1400      |
| 1980  | 1301      |
| 1990  | 1421      |
| 1995  | 1479      |
| 2000  | 1616      |
| 2005  | 1625      |

| Stand | Einwohner |
| ----- | --------- |
| 2006  | 1635      |
| 2007  | 1598      |
| 2008  | 1602      |
| 2009  | 1613      |
| 2010  | 1621      |
| 2011  | 1612      |
| 2012  | 1592      |

| Stand | Einwohner |
| ----- | --------- |
| 2013  | 1617      |
| 2014  | 1645      |
| 2015  | 1620      |
| 2016  | 1641      |
| 2017  | 1660      |
| 2018  | 1654      |

Seit 1972, dem Jahr der Gemeindereform, hat sich die Einwohnerzahl bis 2015 um 266 Personen erhöht. Das entspricht einem Wachstum von 19,65 Prozent. In den letzten zehn Jahren schrumpfte sie um 0,92 Prozent. In den letzten fünf Jahren ist aber ein Wachstum um 0,50 Prozent festzustellen.
| Alter         | Einwohner nach Alter |
| ------------- | -------------------- |
| jünger als 18 | 17,1 %               |
| 18 bis 29     | 15,1 %               |
| 30 bis 49     | 30,1 %               |
| 50 bis 64     | 22,4 %               |
| älter als 65  | 15,3 %               |

## Politik
Acht Monate nach Ende des Zweiten Weltkrieges fanden am 27. Januar 1946 die ersten Kommunalwahlen (Gemeinderatswahlen) in den kreisangehörigen Gemeinden Bayerns statt. In den Monaten April und Mai 1946 folgten noch die ersten Wahlen der Bürgermeister, Landräte sowie Kreistage. 2006 wurde das 60-jährige Jubiläum begangen.
Die Gemeindesteuereinnahmen betrugen im Jahr 1999 umgerechnet 576.000 €, davon waren umgerechnet 47.000 € (netto) Gewerbesteuereinnahmen.
Die Gemeinde Postau ist Mitglied in folgenden Zweckverbänden:
- Regionaler Planungsverband Landshut
- Schulverband Niederaichbach-Wörth Postau-Weng
- Schulverband Postau-Weng
- Wasserzweckverband Mallersdorf
- Zweckverband Grabschaft Postau

Die Gemeinde gehört zur Verwaltungsgemeinschaft Wörth a.d.Isar.
| Gemeinde       | Wappen | Fläche km² | Einwohner 31. Dezember 2024 | EW-Dichte EW je km² | Höhe über NHN |
| -------------- | ------ | ---------- | --------------------------- | ------------------- | ------------- |
| Postau         |        | 34,84      | 1.695                       | 49                  | 388           |
| Weng           |        | 15,62      | 1.373                       | 88                  | 379           |
| Wörth a.d.Isar |        | 4,84       | 3.214                       | 664                 | 369           |

Die Verwaltungsgemeinschaft Wörth a.d.Isar erbringt 304 verschiedene behördliche Leistungen.

### Gemeinderat
Die Gemeinderatswahl 2020 erbrachte folgende Sitzverteilung:
- CSU/Unabhängige Bürger: 50,33 % (6 Sitze)
- Parteifreie Wählergemeinschaft: 49,67 % (6 Sitze)

### Bürgermeister
Bürgermeister ist Johann Angstl (Parteifreie Wählergemeinschaft). Er wurde im Mai 2002 Nachfolger von Alois Gahr (CSU).

### Wappen
| Wappen Gde. Postau | Blasonierung: „Geteilt von Silber und Blau; oben unter einem durchgehenden, oben gezinnten schwarzen Balken ein schwarzer Sparren, unten ein goldenes Posthorn.“ |
| Wappen Gde. Postau | Wappenbegründung: Das Posthorn redet für den Namen Postau und erinnert an die historische Bedeutung des Ortes als Poststation. Das Bild in der oberen Schildhälfte entspricht dem Wappen der Familie von Staudach, die im 15. Jahrhundert Sitz und Hofmarksgericht Au erwarb und dort bis um 1490 die Dorfherrschaft ausübte. Wappenführung seit 1957 |

## Bau- und Bodendenkmäler

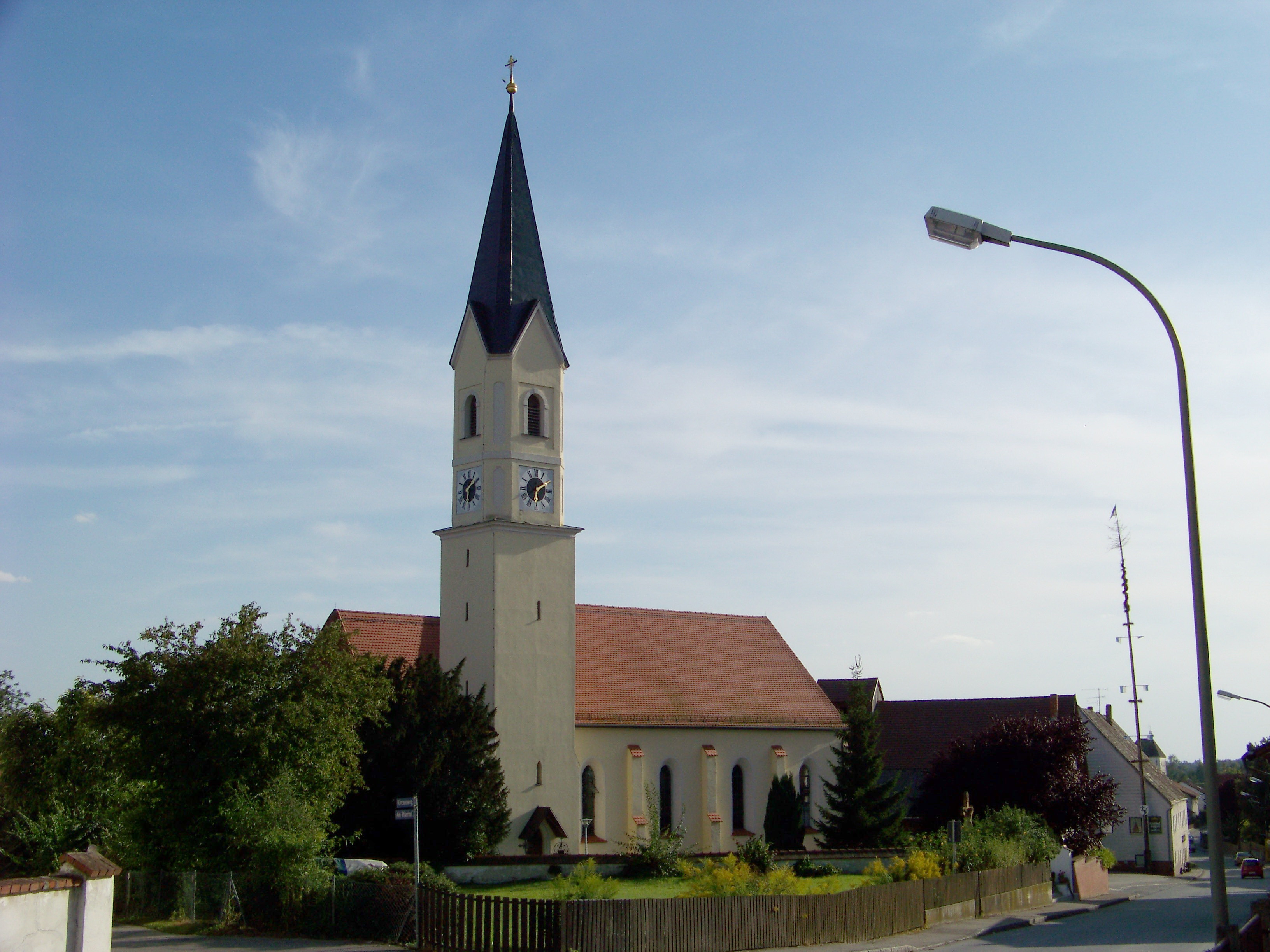
Kirche Mariä Himmelfahrt in Postau

Die Pfarrkirche Mariä Himmelfahrt in Postau ist ein spätgotischer Bau von 1492. Das Langhaus wurde neugotisch verändert und im Chor mit einem Rippengewölbe versehen.
Das Schloss Oberköllnbach ist ein barocker Adelssitz im gleichnamigen Gemeindeteil. Es wurde um 1695/1700 von den Grafen von Haunsperg anstelle einer 1295 errichten Burg erbaut und war lange im Besitz der Grafen von Arco-Valley.

## Wirtschaft und Infrastruktur
Nach der amtlichen Statistik gab es 1998 im produzierenden Gewerbe 37 und im Bereich Handel und Verkehr 24 sozialversicherungspflichtig Beschäftigte am Arbeitsort. In sonstigen Wirtschaftsbereichen waren am Arbeitsort acht Personen sozialversicherungspflichtig beschäftigt. Sozialversicherungspflichtig Beschäftigte am Wohnort gab es insgesamt 542. Im verarbeitenden Gewerbe gab es vier Betriebe, im Bauhauptgewerbe einen.
| Zuweisungen an  | Jahr    | Jahr    | Jahr    | Jahr    | Jahr    | Jahr    |
| Zuweisungen an  | 2015    | 2016    | 2017    | 2018    | 2019    | 2020    |
| --------------- | ------- | ------- | ------- | ------- | ------- | ------- |
| Gemeinde Postau | 430.372 | 430.512 | 394.220 | 469.664 | 466.168 | 471.112 |

In Folge einer entsprechenden Bewertung der Wirtschaftskraft der Gemeinde Postau sind die Schlüsselzuweisungen von 466.168 Euro im Jahr 2019 um 1,1 Prozent auf 471.112 Euro für das Jahr 2020 nicht wesentlich gestiegen.

### Wirtschaft einschließlich Land- und Forstwirtschaft
Nach der amtlichen Statistik gab es 1998 im Bereich der Land- und Forstwirtschaft zehn sozialversicherungspflichtig Beschäftigte am Arbeitsort. Im Jahr 1999 bestanden 82 landwirtschaftliche Betriebe mit einer landwirtschaftlich genutzten Fläche von 2206 ha, davon waren 2024 ha Ackerfläche.

### Breitbandausbau
Im Rahmen der Richtlinie zur Förderung des Aufbaus von Hochgeschwindigkeitsnetzen im Freistaat Bayern vom 10. Juli 2014 steht den Gemeinden ein Förderbetrag von mindestens 500.000 Euro und maximal 950.000 Euro zur Verfügung; für Postau beträgt dieser bis zu 880.000 Euro.

### Bauen und Wohnen
| Gemeindeteil   | Wohnbauflächen ausgewiesene Baugebiete | unbeplanter Innenbereich | ausgewiesene gewerbliche Bauflächen | Ackerland        |
| -------------- | -------------------------------------- | ------------------------ | ----------------------------------- | ---------------- |
| Postau         | 135 € (Stand 2017)                     | 85 € (Stand 2014)        |                                     | 7 € (Stand 2014) |
| Grießenbach    |                                        | 70 € (Stand 2017)        |                                     | 7 € (Stand 2014) |
| Unholzing      |                                        | 45 € (Stand 2014)        |                                     | 7 € (Stand 2014) |
| Moosthann      |                                        | 45 € (Stand 2014)        |                                     | 7 € (Stand 2014) |
| Oberköllnbach  | 70 € (Stand 2017)                      | 60 € (Stand 2014)        |                                     | 7 € (Stand 2014) |
| Unterköllnbach |                                        | 45 € (Stand 2014)        |                                     | 7 € (Stand 2014) |
| Hofberg        | 70 € (Stand 2017)                      | 60 € (Stand 2014)        |                                     | 7 € (Stand 2014) |

### Verkehr
Postau wird von der Staatsstraße St 2141 durchquert, parallel dazu verläuft am südlichen Rand des Gemeindegebietes die Autobahn A 92 mit der Anschlussstelle 16 Wörth a. d. Isar.

### Energie
Ende Juli 2014 wurde vom Gemeinderat beschlossen in einem Zeitraum von fünf Jahren alle zirka 300 Straßenlaternen auf stromsparende LED-Lampen umzustellen; die Gemeindeteile Grießenbach (37 Leuchtkörper) und Unterköllnbach (elf) machten im Oktober 2014 den Anfang.

### Bildung
Im Jahre 1978 gründeten die Gemeinden Weng und Postau einen Schulverband. Im August 1983 wurde die Genehmigung zum Bau einer Grund- und Teilhauptschule ausgesprochen. Die Fertigstellung war im Dezember 1985. Die Erweiterung wurde im Laufe des Schuljahres 2004/2005 vollendet.
Im Jahre 1999 gab es folgende Einrichtungen:
- Volksschulen: eine mit 18 Lehrern und 271 Schülern

## Persönlichkeiten
- Theophil Huebpauer (1749–1806), Augustiner, geboren in Postau
- Martin Stosch (* 1990), Popsänger, wohnte 16 Jahre in Postau